# Drac d'aigua xinès
El drac d'aigua xinès (Physignathus cocincinus) és una espècie de sauròpsid (rèptil) escatós de la família Agamidae. també conegut com a drac verd.

## Característiques
Els mascles poden tenir una llargada fins a 1 m, i les femelles uns 80-90 cm. El seu color varia entre verd brillant a marró fosc segons factors com l'estrès o l'etapa de canvi de pell en la qual es trobin. En els engonals tenen unes glàndules que diferencien els mascles adults de les femelles, ja que els mascles les tenen molt marcades, mentre que amb prou feines s'insinuen en les femelles (els mascles les usen per marcar el territori).

## Història natural
El drac d'aigua xinès és nadiu del sud-est asiàtic. És un bon nedador que pot submergir-se durant llargs períodes. Menja insectes, petits peixos, mamífers com ratolins i certes fruites i verdures.